# Bates Battaglia
Jonathan „Bates“ Battaglia (* 13. Dezember 1975 in Chicago, Illinois) ist ein ehemaliger US-amerikanischer Eishockeyspieler italienischer Abstammung, der im Verlauf seiner aktiven Karriere zwischen 1994 und 2012 unter anderem 622 Spiele für die Carolina Hurricanes, Colorado Avalanche, Washington Capitals und Toronto Maple Leafs in der National Hockey League bestritten hat. Seinen größten Erfolg feierte er mit dem Gewinn der Bronzemedaille bei der Weltmeisterschaft 2004 mit der US-amerikanischen Nationalmannschaft.

## Karriere
Bates Battaglia begann seine Karriere als Eishockeyspieler in der Mannschaft der Lake Superior State University, für die er von 1994 bis 1997 aktiv war. Zuvor wurde er bereits als Juniorenspieler im NHL Entry Draft 1994 in der sechsten Runde als insgesamt 132. Spieler von den Mighty Ducks of Anaheim ausgewählt, für die er allerdings nie spielte. Nach seiner Universitätszeit erhielt der Angreifer einen Vertrag bei den Carolina Hurricanes, für die er bis 2003 in der National Hockey League auf dem Eis stand. Mit Carolina erreichte er in der Saison 2001/02 die Finalspiele um den Stanley Cup, in denen er mit seiner Mannschaft den Detroit Red Wings unterlag. Am 11. März 2003 wurde der Linksschütze im Tausch für Radim Vrbata zur Colorado Avalanche transferiert, die ihn nach nur 24 Spielen zu Beginn der folgenden Spielzeit an die Washington Capitals abgaben.

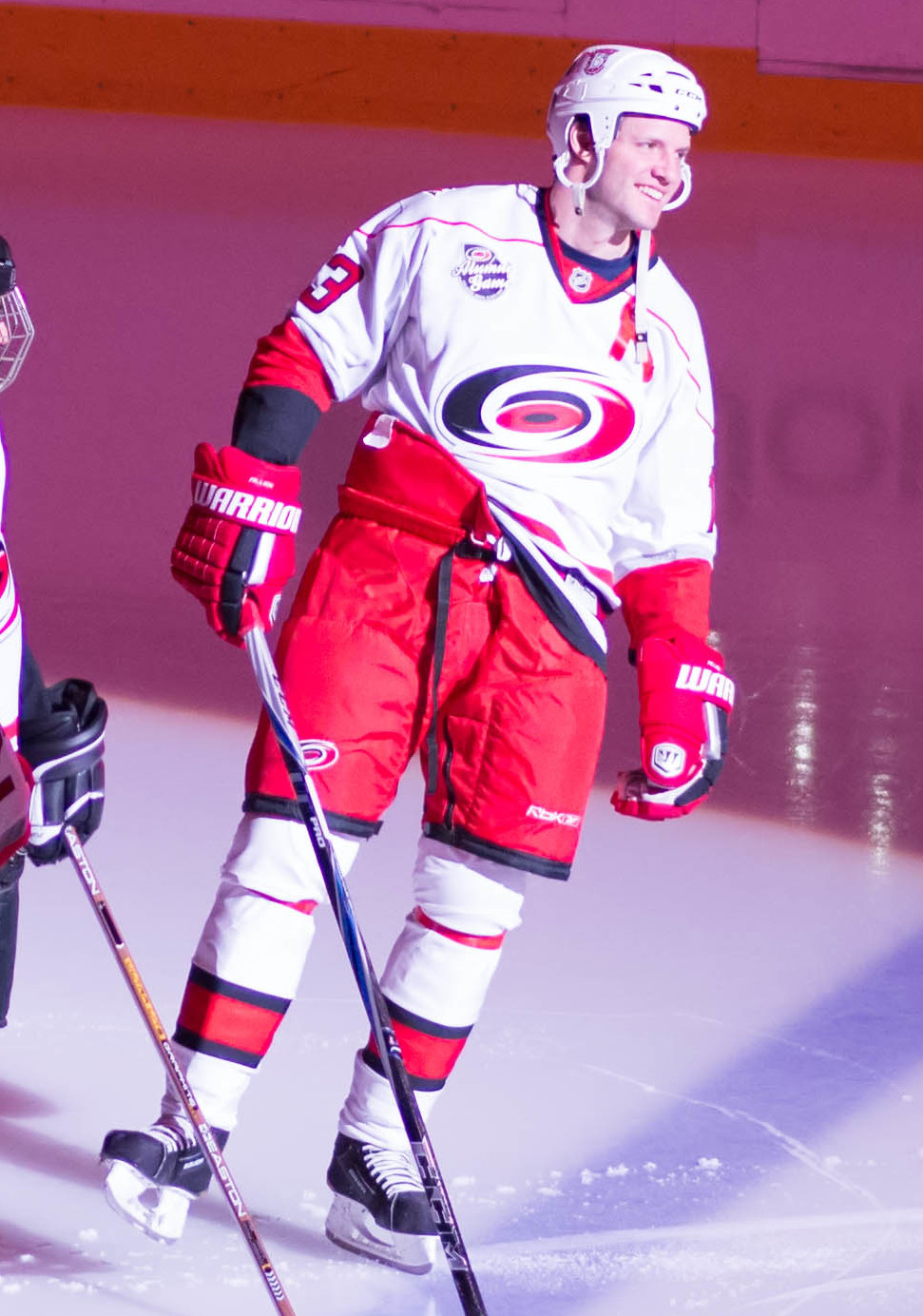
Bates Battaglia (2013)

Für die Capitals erzielte Battaglia in der Saison 2003/04 in 66 Spielen insgesamt zehn Scorerpunkte, darunter vier Tore. Den Lockout während der NHL-Saison 2004/05 überbrückte der US-Amerikaner in der ECHL bei den Mississippi Sea Wolves. Nach Wiederaufnahme des Spielbetriebs in der NHL erhielt er keinen neuen Vertrag in Washington, so dass er zu den Toronto Marlies aus der American Hockey League wechselte. Nach einem Jahr in der AHL wurde er schließlich von den Toronto Maple Leafs verpflichtet, deren Farmteam die Toronto Marlies sind. Für die Maple Leafs stand der Flügelspieler in der Saison 2006/07 in allen 82 Spielen der regulären Saison auf dem Eis und erzielte 31 Scorerpunkte, darunter zwölf Tore. Nachdem er in der folgenden Spielzeit immerhin noch 13 Mal in den NHL-Kader der Leafs berufen worden war, spielte der ehemalige Nationalspieler in der Saison 2008/09 ausschließlich für die Marlies in der AHL. Da er keine Vertragsverlängerung bekam, wurde Battaglia im Sommer 2009 ein sogenannter Unrestricted Free Agent. Erst im November 2009 wurde er von den Syracuse Crunch aus der AHL verpflichtet, bevor er im Januar 2010 von Jokerit Helsinki unter Vertrag genommen wurde.
Im Dezember 2010 wurde Battaglia von den Rochester Americans auf Basis eines Try-Out-Vertrages von 25 Spielen verpflichtet. Nach 20 Einsätzen nahm ihn einen Monat später der deutsche Zweitligist Lausitzer Füchse unter Vertrag, die ihn bis zum Saisonende verpflichteten. Am 8. Februar 2011 – nach nur zwei absolvierten Partien für die Füchse – wurde sein Vertrag aus gesundheitlichen Gründen seitens des Vereins wieder aufgelöst. Battaglia hatte den Medizincheck nicht bestanden und flog am nächsten Tag wieder in seine Heimat. Im März 2011 erhielt er einen Vertrag bei den Tulsa Oilers in der Central Hockey League. Dort lief er gemeinsam mit seinem Bruder Anthony Battaglia aufs Eis. Die Saison 2011/12 verbrachte der US-Amerikaner beim schwedischen Drittligisten Karlskrona HK, mit dem er zum Saisonende in die zweitklassige HockeyAllsvenskan aufstieg.

### International
Für die USA nahm Battaglia an der Junioren-Weltmeisterschaft 1995 sowie den Weltmeisterschaften 1998 und 2004 teil.

## Erfolge und Auszeichnungen
| - 1995 CCHA-Meisterschaft mit der Lake Superior State University - 1996 CCHA Best Defensive Forward - 1998 AHL All-Star Classic | - 2012 Aufstieg in die HockeyAllsvenskan mit dem Karlskrona HK - 2013 Aufnahme in die Illinois Hockey Hall of Fame |

### International
- 2004 Bronzemedaille bei der Weltmeisterschaft

## Karrierestatistik

### International
Vertrat die USA bei:
- Junioren-Weltmeisterschaft 1995
- Weltmeisterschaft 1998
- Weltmeisterschaft 2004

(Legende zur Spielerstatistik: Sp oder GP = absolvierte Spiele; T oder G = erzielte Tore; V oder A = erzielte Assists; Pkt oder Pts = erzielte Scorerpunkte; SM oder PIM = erhaltene Strafminuten; +/− = Plus/Minus-Bilanz; PP = erzielte Überzahltore; SH = erzielte Unterzahltore; GW = erzielte Siegtore; 1 Play-downs/Relegation; Kursiv: Statistik nicht vollständig)

## Familie
Battaglias Bruder Anthony ist ebenfalls ein professioneller Eishockeyspieler. Ihr Großvater Sam war ein bekannter Mafia-Boss und kurzzeitig Oberhaupt des Chicago Outfit.